# 아카마쓰씨
아카마쓰씨(일본어: 赤松氏 あかまつし[*])는 일본의 씨족 중 하나이다. 가마쿠라 시대 말기부터 아즈치모모야마 시대에 걸쳐 하리마를 지배한 무가이다. 무라카미 겐지이다.

## 역사

### 종가 멸망과 일족의 그 후

#### 타츠노 아카마쓰가 (龍野赤松家, 다이묘 아카마쓰가)
히데요시 사후인 게이초 5년 (1600년), 세키가하라 전투에서 노리후사의 아들 노리히데는 서군에 가담했기 때문에, 자살을 피할 수 없게 되었다. 아카마쓰 일족으로 타지마 타케다성 성주 사이무라 마사히로 (아카마쓰 히로스에)는 서군에서 동군으로 갈아탔지만, 서군에 가담한 미야베 나가후사의 거성 돗토리성을 공격할 때, 너무 심하게 죠카마치를 불태웠다는 이유로 도쿠가와 이에야스로부터 자살 명령을 받았다. 이 건에 관해서는 배신을 재촉한 카메이 코레노리에게 책임전가 된 누명을 받았다는 설이 강하다. 서군에서 동군으로 갈아탄 다이묘로, 그러나 사죄를 받은 것은 사이무라 마사히로의 사례뿐이다. 사이무라 마사히로의 후손들은 타지마국에서 대대로 소노다무라의 촌장을 지냈으며, 번주로부터 70석을 받았다고 전해진다.
마사히로의 동생 아카마쓰 스케타카는 형 사후, 전국을 유랑했다. 후에 오사카의 진에 참전해, 낭인중으로서 오사카성에 입성했다. 도요토미 히데요리를 섬겼으나, 오사카의 진에서 도요토미씨는 멸망했다. 스케타카 일당은 하리마로 도망쳐, 역시 오사카 편이었던 하리마 시마즈씨의 시마즈 요시히로 부자 등과 함께 다이카쿠지에 틀어박혔다가, 이케다 토시타카 군의 공격을 받고 할복했다. 적남은 한다산에 귀농하여 향장(郷長)이 되었다. 이로써 다이묘로써의 아카마쓰씨는 멸망했다.

#### 하타모토 아카마쓰가
아카마쓰 노리스케의 후예 우지미츠는 이시노성을 부여받은 것으로 표면적으로는 이시노씨(石野氏)를 칭하고, 벳쇼 나가하루의 부장으로서 하시바 히데요시 휘하의 후루타 시게노리 (후루타 시게나리의 형)를 미키성 공방전에서 토벌하는 등 활약을 펼쳤다. 성이 함락 된 후, 총격의 솜씨를 호평받아 히데요시, 마에다 토시이에의 부름을 받아 3천여 석을 받았다.
우지미츠의 아들 우지오키는 도쿠가와 가문의 하타모토가 되어 카즈사국 국내에 2천여 석을 얻고, 노리야스의 대 (호에이 연간)에 아카마쓰 성씨으로 돌아와 5천여 석의 요리아이하타모토로서 막부 말기까지 존속했다. 우지미츠로부터 세서 10대손인 노리타다는 쇼인반토, 코부쇼 부교, 오소바고요토리츠기, 가이코쿠부교 등을 역임했다. 노리타다의 아들 노리치카는 군함부교를 지냈다. 카즈사국 시모유강에 진야를 쌓고, 보리사 료진지 (시나가와구)에 우지오키의 방이었던 쵸안인이 참근고대 때 개창했다는 기록이 남아 있는 것으로 보아, 에도 중기까지 코타이요리아이였을 것으로 추정하고 있다.

## 아카마쓰씨 역대 당주
1. 아카마쓰 이에노리
2. 아카마쓰 히사노리
3. 아카마쓰 시게노리
4. 아카마쓰 노리무라
5. 아카마쓰 노리스케
6. 아카마쓰 노리스케
7. 아카마쓰 요시노리
8. 아카마쓰 미츠스케
9. 아카마쓰 마사노리
10. 아카마쓰 요시무라
11. 아카마쓰 하루마사
12. 아카마쓰 요시스케
13. 아카마쓰 노리후사
14. 아카마쓰 노리히데

## 아카마쓰가 일족
- 아카마쓰 사다노리
- 아카마쓰 노리야스
- 아카마쓰 마사히데
- 아카마쓰 히로히데
- 아카마쓰 마사모토
- 아카마쓰 마사미츠
- 아카마쓰 마사즈미
- 아카마쓰 마사노리
- 아카마쓰 마사나오
- 타카시마 마사즈미
- 아카마쓰 마사유키
- 아카마쓰 마사시게
- 아카마쓰 우지미츠
- 히라이 스케토시
- 카와시마 요리무라
- 카와무라 요리하루

### 아카마쓰씨 주요 가신단
- 우라가미 노리무네
- 우라가미 무라무네
- 후쿠하라 스케나리
- 코데라 마사모토
- 코데라 노리모토
- 코데라 마사타카
- 코데라 토모시키
- 벳쇼 나리하루
- 벳쇼 노리하루
- 히라노 타다카츠

## 같이 보기
- 아카마쓰 아리마씨 - 아카마쓰씨 분가의 서류(庶流). 근세 다이묘로 성장함
- 미야모토 무사시 - 아카마쓰씨 지류의 신멘씨(新免氏) 출신
- 오쿠다이라씨 - 아카마쓰씨 지류라고 칭함